# جامعة مانشستر
جامعة مانشستر (باللغة الإنجليزية: University of Manchester) هي إحدى الجامعات البريطانية المرموقة والتي تقع في مدينة مانشستر الإنجليزية، وتعتبر الجامعة من جيل القرميد الأحمر، كما أنها عضو في مجموعة راسل للجامعات ومجموعة N8 للجامعات، وقد تكونت الجامعة عبر اندماج جامعة فيكتوريا في مانشستر، والتي كانت تعرف قبل الاندماج بجامعة مانشستر، مع معهد جامعة مانشستر للعلوم والتكنولوجيا (يومست) وذلك في 1 أكتوبر 2004 م. بُدِّأَ العمل في الجامعة رسميًا في 22 أكتوبر 2004 بأمر من الملكة إليزابيث الثانية.

## المكانة
وجامعة مانشستر مصنفة بالمركز الـ(27) في قائمة أفضل جامعات العالم، وذلك حسب تصنيف التايز كيو إس لعام 2020 ، وتعتبر كليات العلوم الطبيعية، الهندسة، الاقتصاد، العلوم الإنسانية والاجتماعية فيها من الكليات المميزة في أوروبا، ويبلغ عدد الحائزين على جائزة نوبل من طاقم تدريس وطلاب في جامعة مانشستر 25 شخص، متفوقين بذلك على جميع الجامعات البريطانية عدا جامعتي كامبرج وأوكسفورد.

## الكليات والمدارس
جامعة مانشستر مقسمة إلى أربع كليات وتنقسم كل منها إلى أربع مدارس:
- كلية الطب والعلوم البشرية

- كلية الهندسة والعلوم الفيزيائية

- كلية العلوم الإنسانية

- كلية علوم الحياة

## الإنجازات
في القرن التاسع عشر
- جون دالتون مؤسس النظرية الذرية الحديثة وأبو الفيزياء النووية.
- هاري إنفيلد روسكو عالم كيمياء ومن أوائل من درسوا البتروكيماويات.

في القرن العشرين
- إرنست راذرفورد يكتشف بنية الذرة الداخلية: النواة والإلكترونات.
- أزبورن رينولدز يوصف مبادئ ميكانيكا الموائع لأول مرة.
- تأسيس مجال الهندسة الكيميائية وأول قسم للمجال ثم تطوير مبادئ دمج العمليات.

في الألفية الثالثة
- عالما الفيزياء أندريه غييم وكونستانتين نوفوسيلوف نالا جائزة نوبل لدراساتهم في الغرافين.

## الأعلام
أفرزت واحتضنت العديد من العلماء والفلاسفة والباحثين في مجالات شتى وبجانب المذكورين أعلاه:
- عالم الفيزياء النظرية والتجريبية براين كوكس ومن باحثي سرن ومعدّ وثائقيات.
- الممثل بينيديكت كامبرباتش تخرج من مدرسة الدراما بجامعة فيكتوريا.
- محمد صالح السادة وزير البترول لدولة قطر.
- الإداري أندي دانكن رئيس القناة الرابعة سابقا.
- المهندس جامز درايك رائد شبكة الطرق السيارة في المملكة المتحدة.
- السياسية مارغريت بيكت قيادية بحزب العمال ووزيرة الخارجية سابقا.
- المعماري نورمان فوستر
- جراح العظام هاري بلات
- الأديب أنتوني بورجس
- السير جون تشارنلي، أحد رواد جراحة العظام في العصر الحديث.
- الموسيقي مارك رادكليف يقدم برامج على الإذاعة منذ ثلاثة عقود.
- السيناريست روبرت بولت وأشهر أعماله لورنس العرب
- لورنس فريدمان مستشار توني بلير وأستاذ علوم الحرب.
- حيدر العبادي رئيس وزراء العراق السابق.

## معرض الصور

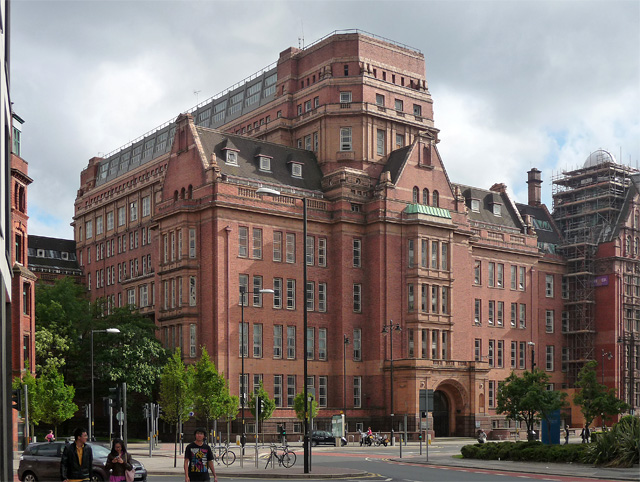
مبنى ساكفيل ستريت (يومست سابقاً) أكبر مبنى من الطوب الأحمر في العالم، يضم الأقسام الهندسية ومصلى.
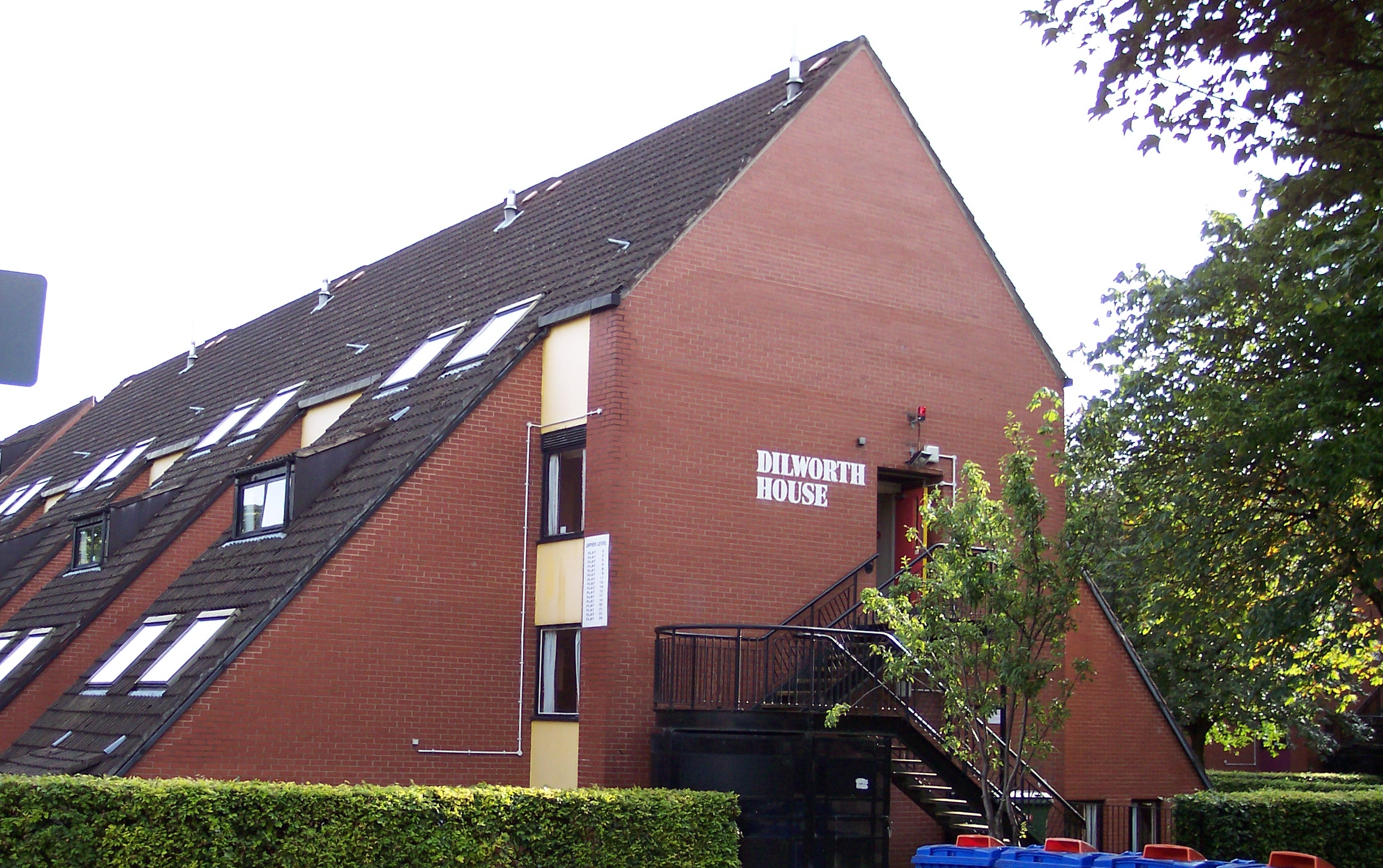
إسكان الطلبة
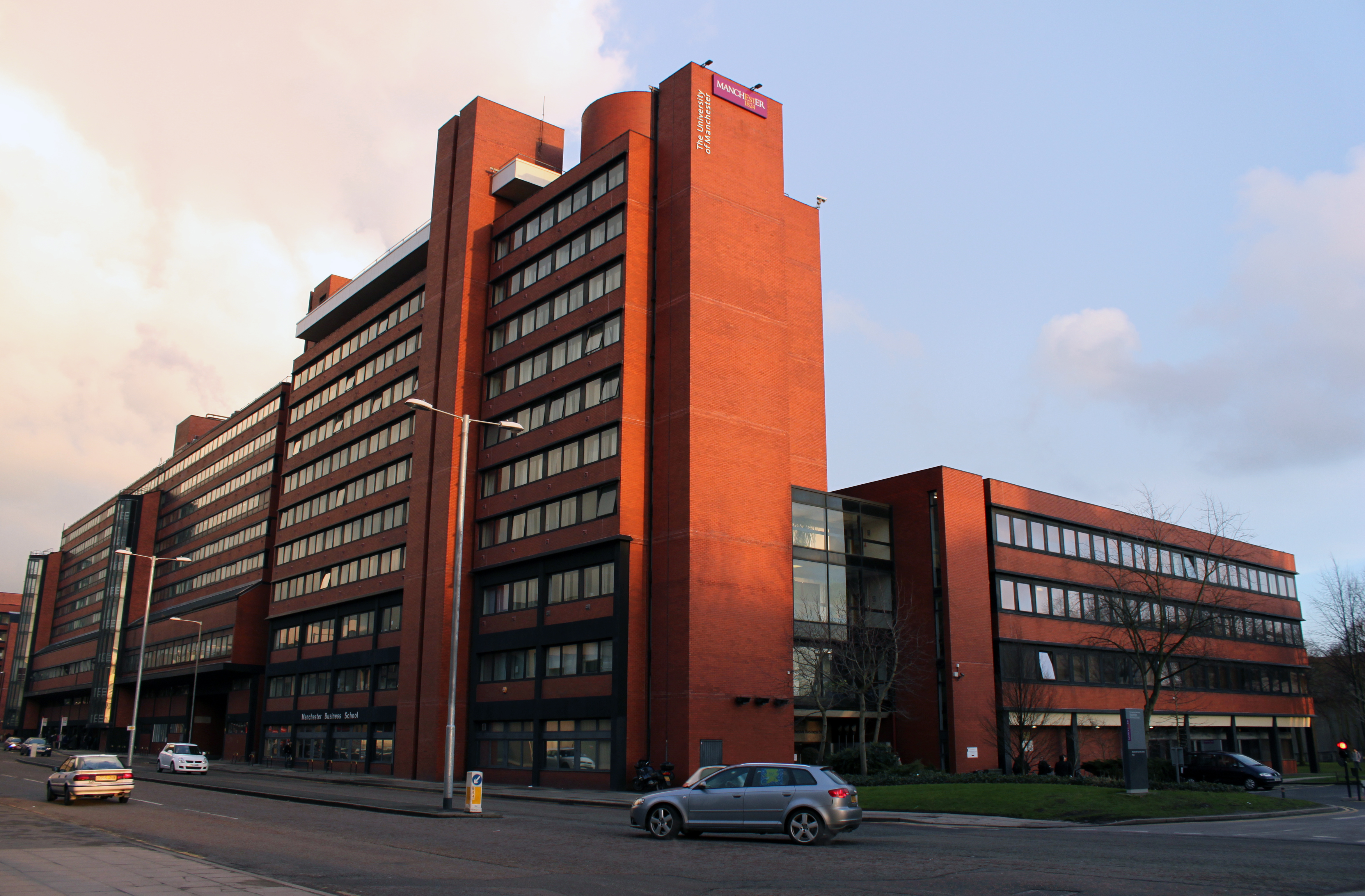
مدرسة أعمال مانشستر.
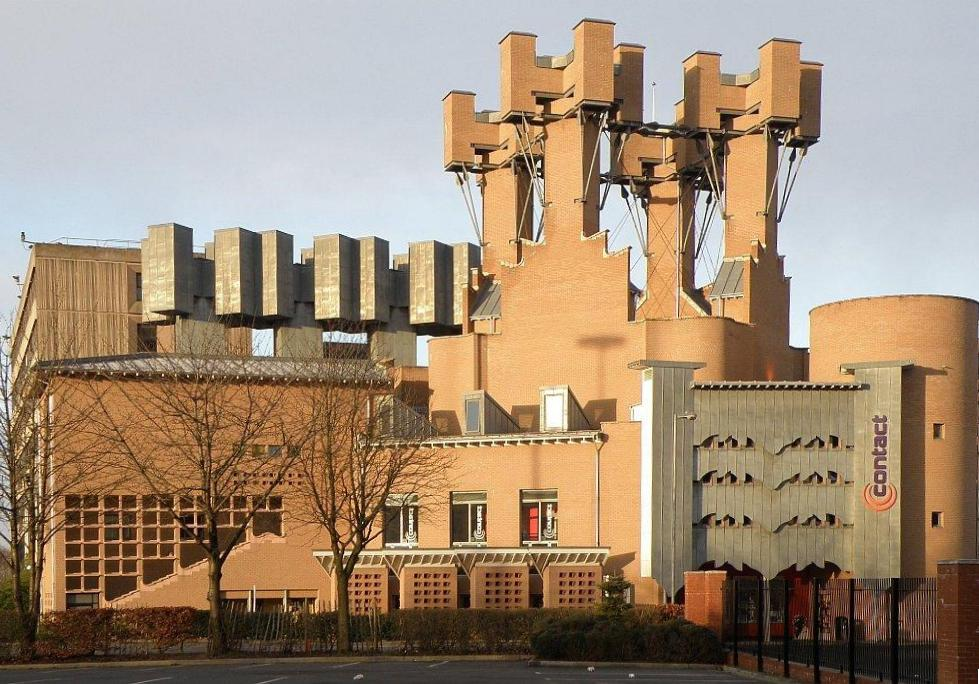
مسرح الجامعة.
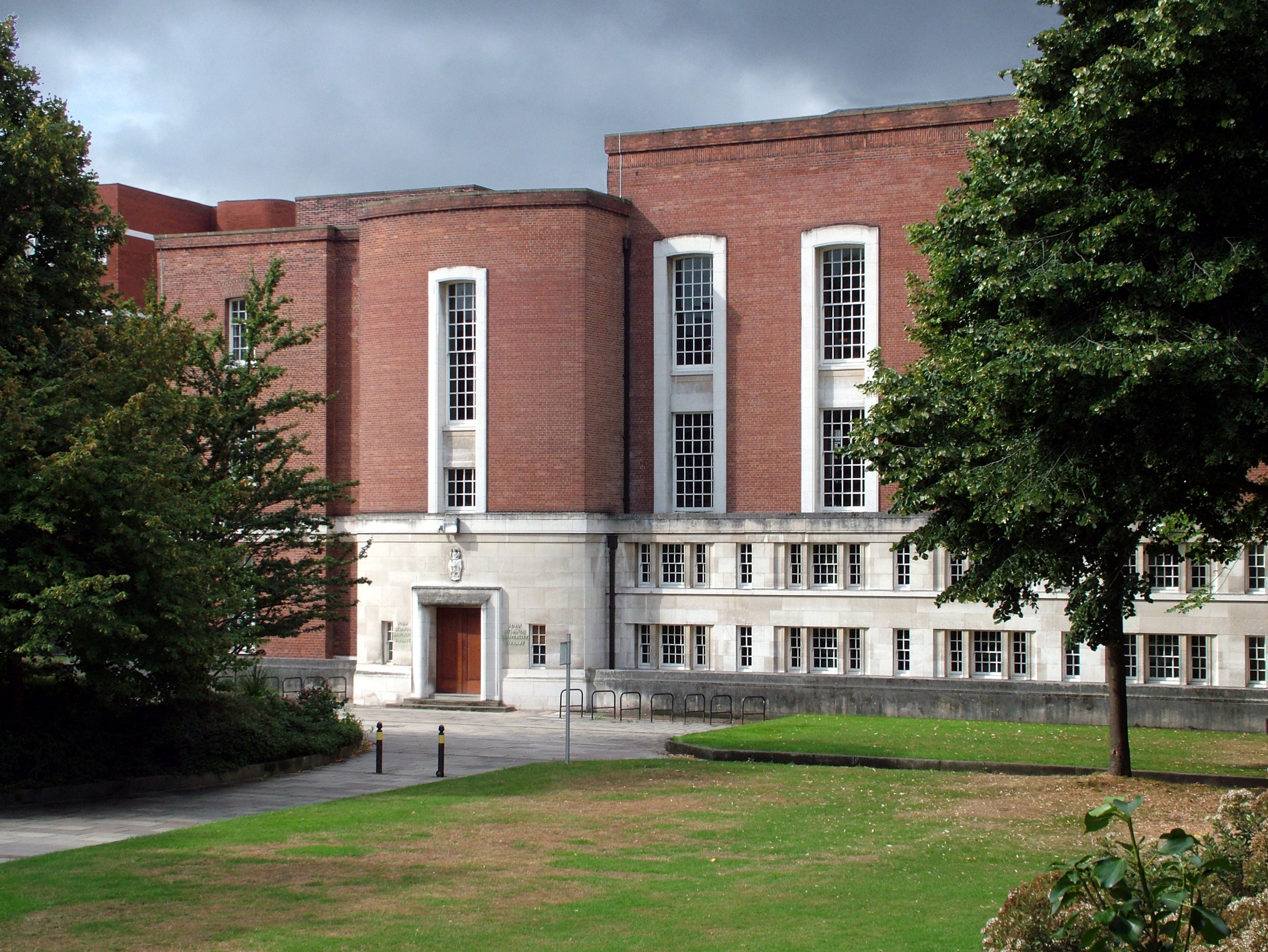
مكتبة جامعة مانشستر من أكبر مكتبات بريطانيا.
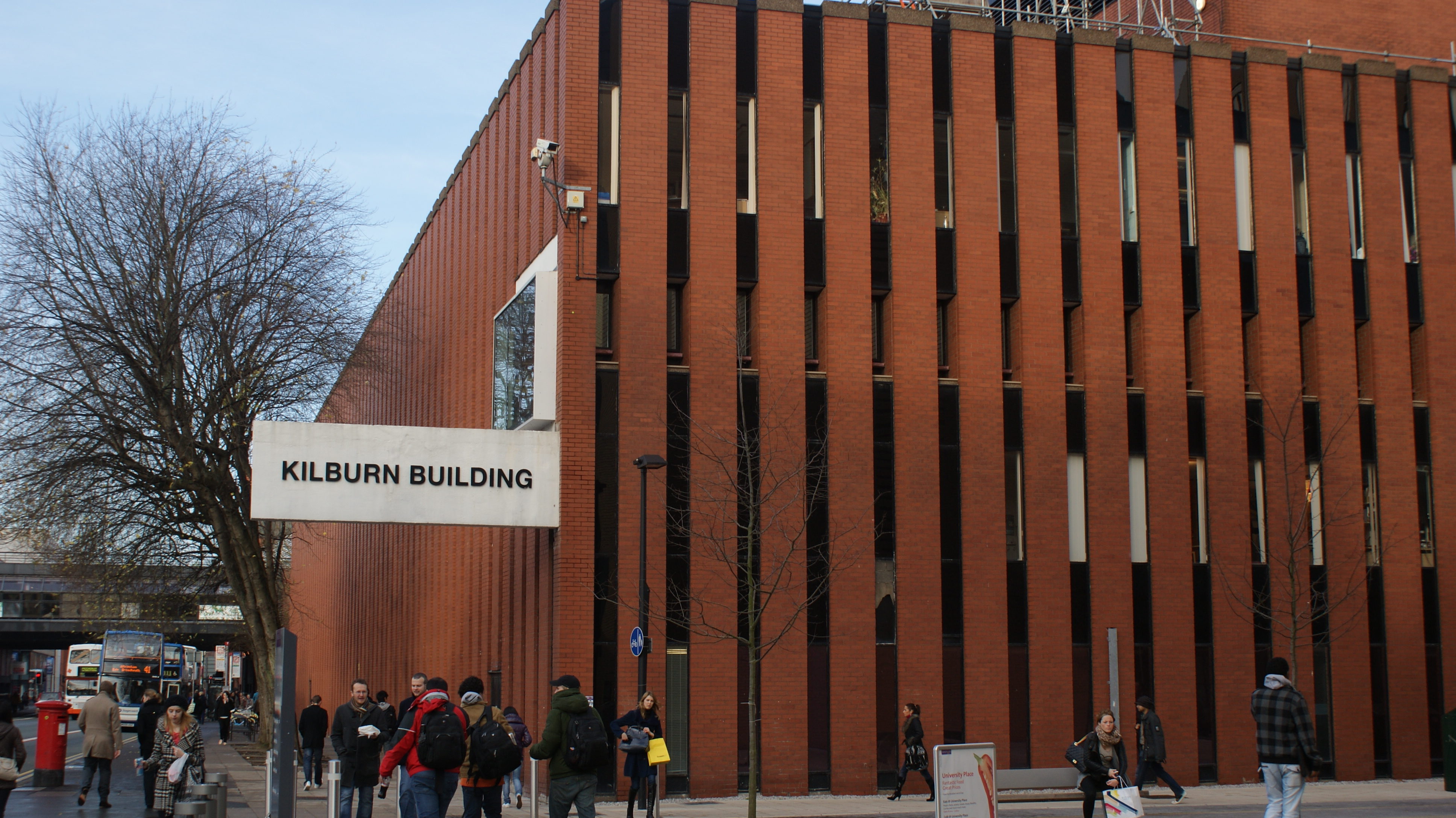
مبنى كيلبورن وبه متاجر.
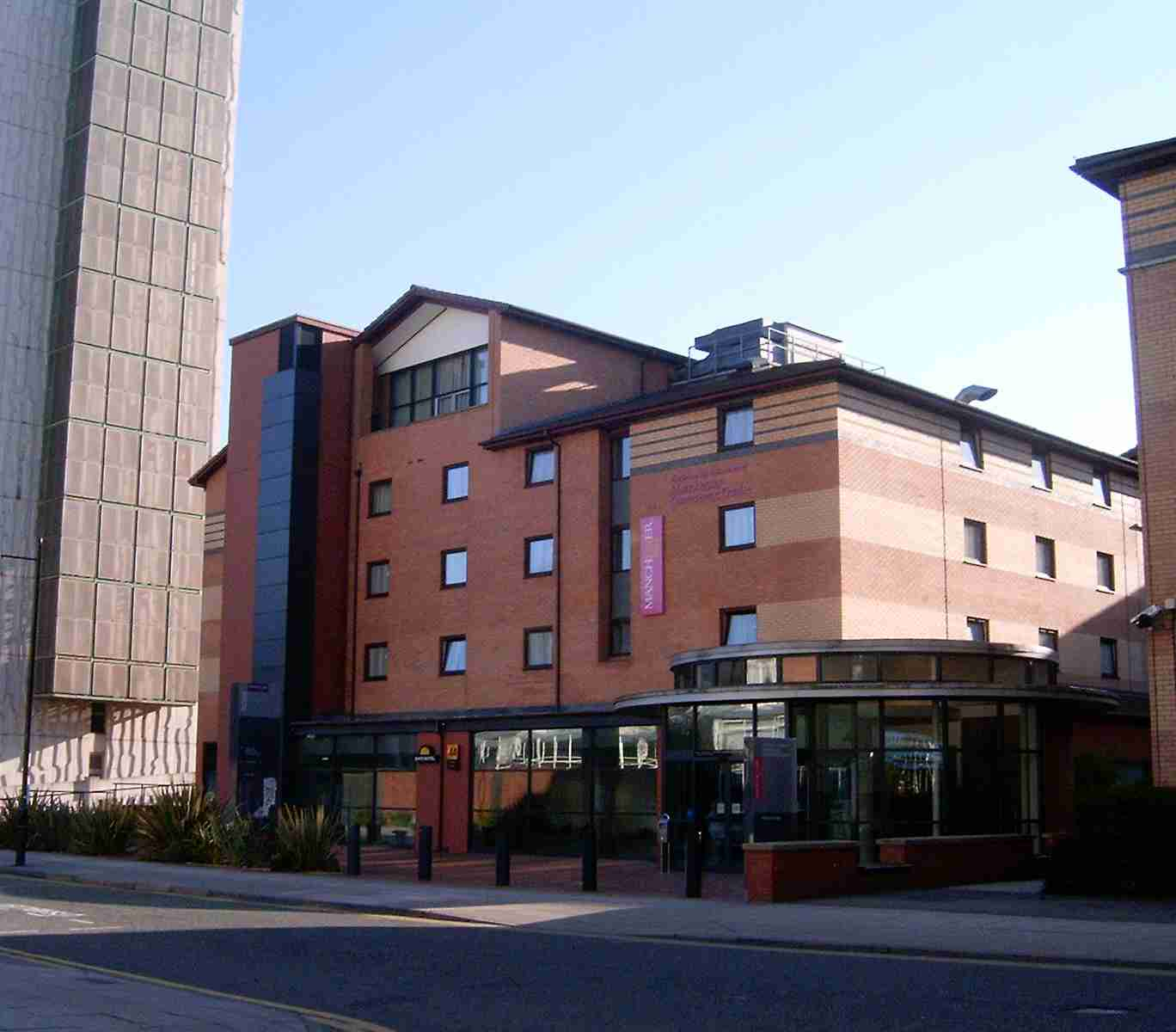
مركز مؤتمرات.
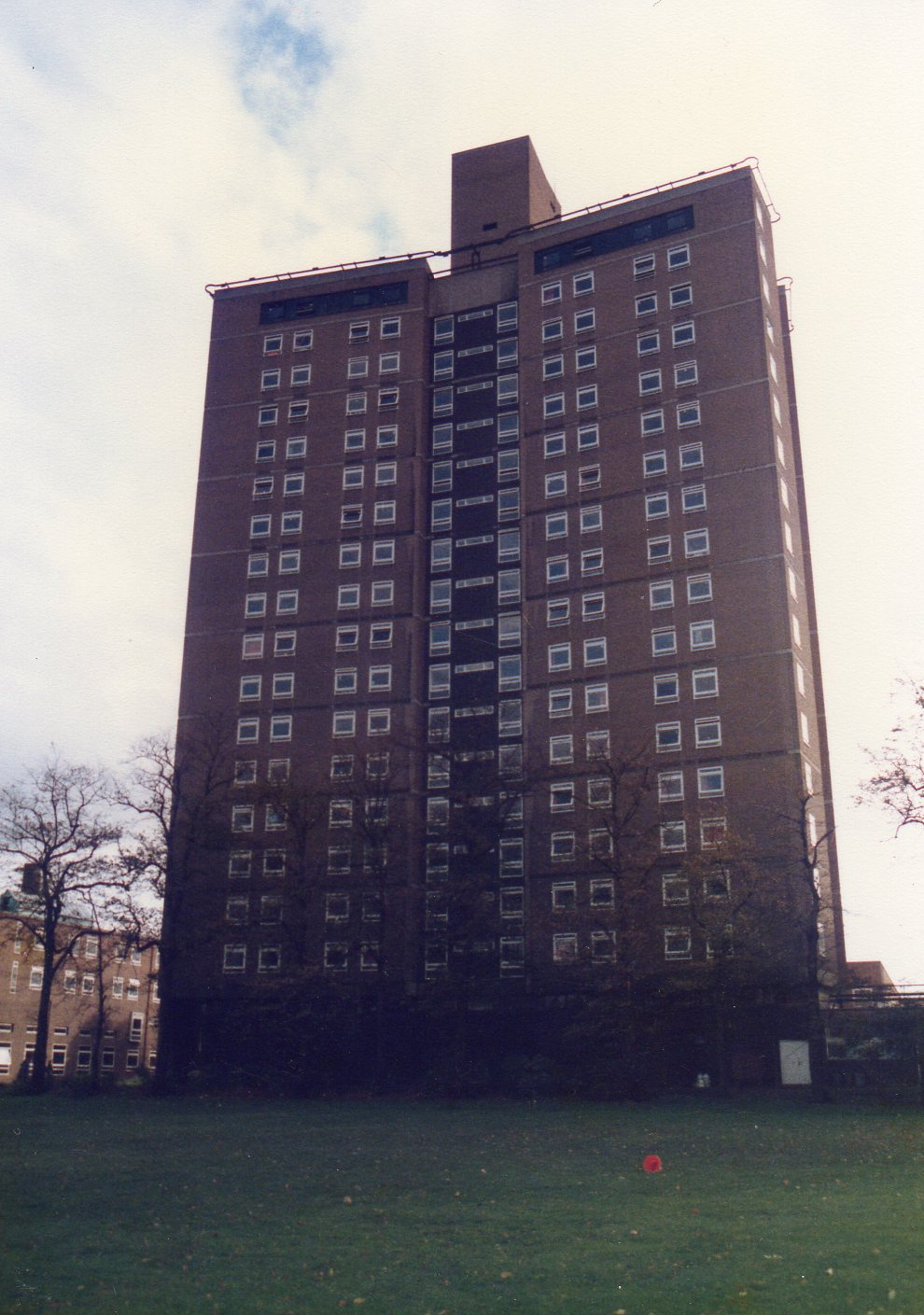
عمارة إسكان طلاب في منطقة فالوفيلد.
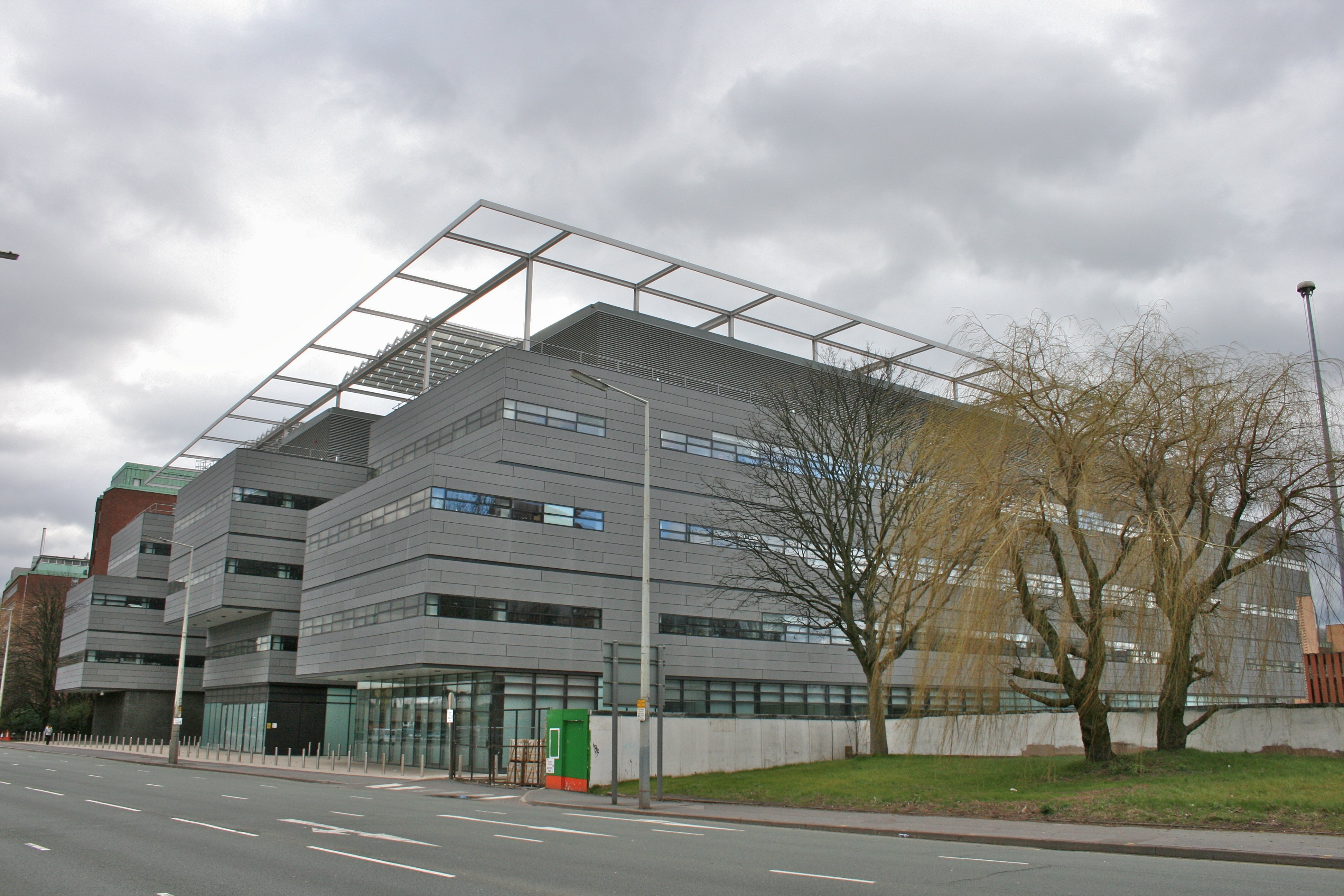
قسم الرياضيات
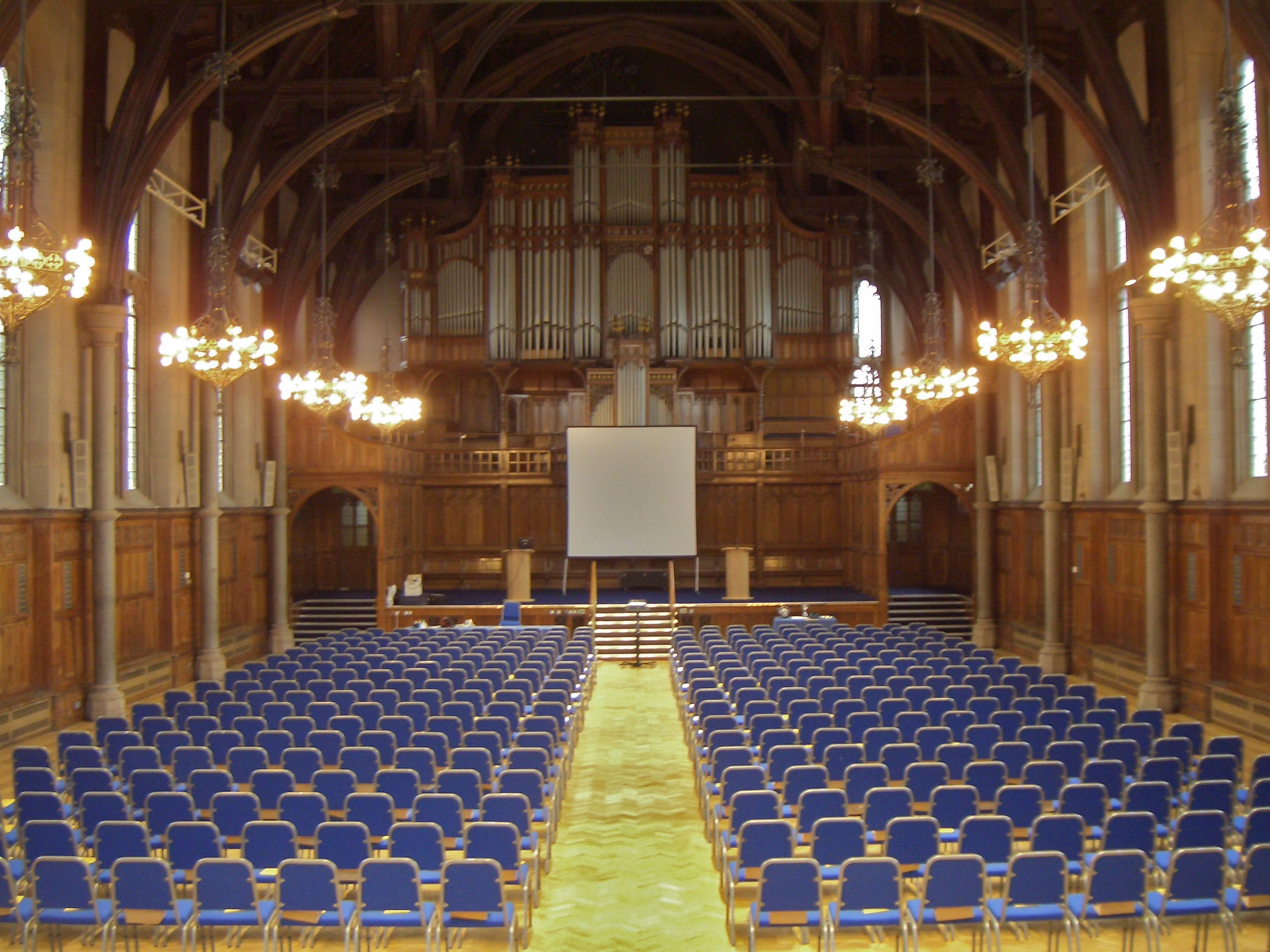
صالة «ويتورث» تستخدم في المناسبات والامتحانات

## وصلات خارجية
- الموقع الرسمي لجامعة مانشستر